# Estação Nossa Senhora da Paz / Ipanema
A Estação Nossa Senhora da Paz / Ipanema é uma estação da linha 4 do metrô do Rio de Janeiro. Localizada na praça de mesmo nome, é a segunda estação no bairro de Ipanema, sucedendo à estação General Osório / Ipanema. Foi inaugurada no dia 30 de julho de 2016 em conjunto com as outras quatro estações construídas como parte da linha 4, as vésperas dos Jogos Olímpicos de Verão de 2016.
Em agosto de 2022, a estação foi renomeada de "Nossa Senhora da Paz" para "Nossa Senhora da Paz / Ipanema", ocasião em que as estações ganharam sufixos com os nomes dos bairros em que se localizam.

## Acessos
Originalmente planejou-se construir dois acessos à estação, voltados para as ruas Barão da Torre e Visconde de Pirajá, no lado de fora da grade que cerca a área central da praça. O projeto da estação, porém, enfrentou resistência dos moradores, que reprovavam a retirada de uma figueira de cerca de 90 anos de idade existente no local, além de temer a possível interferência dos fluxos de passageiros do metrô no tranquilo ambiente de lazer da praça. Em janeiro de 2013 foi anunciado que o governo do estado e o consórcio Linha 4 Sul, responsável pelo trecho General Osório / Ipanema - Gávea, haviam alterado o desenho da estação de maneira a preservar o maior número possível de árvores, incluindo a figueira, e a deslocar os acessos para pontos próximos às esquinas das ruas Maria Quitéria e Joana Angélica com a rua Visconde de Pirajá, ainda fora da área gradeada da praça.
Hoje, os acessos ficaram definidos como: 
Acesso A - Joana Angélica
Acesso B - Maria Quitéria